# Peritektikum
A kétkomponensű (binér) rendszerekben a Gibbs-féle fázistörvény értelmében az egymással egyensúlyban lévő fázisok száma maximálisan 3 lehet, ha csak kondenzált – tehát folyadék és/vagy szilárd halmazállapotú – fázisok alkotják a rendszert. A peritektikus fázisátalakulás egyike az ilyen háromfázisú folyamatnak, amely izoterm körülmények között játszódik le.
A kétkomponensű rendszerben képződő peritektikum egy szilárd oldat, amely az adott rendszerben a peritektikus átalakulásnak megfelelő hőmérsékleten olvadékból és egy tiszta anyagból, azaz (elem és/vagy vegyület), vagy homogén szilárd oldatból, hőelvonás közben képződik.
A fázisátalakulás az alábbi egyenlettel írható le, az ábra jelöléseit figyelembe véve:

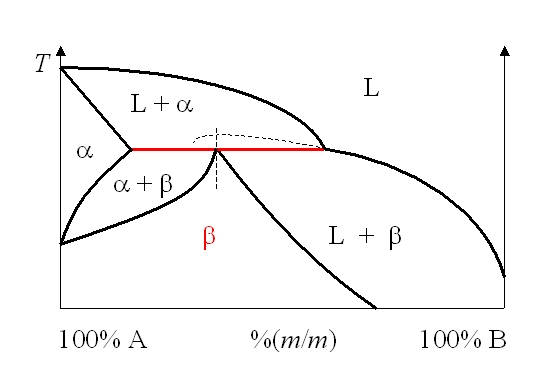
Binér fázisdiagram: L – homogén olvadék, α – A-ban dúsabb A–B szilárd oldat, β – B-ben dúsabb A–B szilárd oldat, a peritektikum

. 
{\displaystyle \mathrm {L} +\alpha \ \rightleftharpoons \ \beta }
ahol 
α az A komponensben dúsabb A-B szilárd oldat jele,
β a B komponensben dúsabb A-B szilárd oldat jele, a peritektikum,
L az olvadék jele.
A mellékelt fázisdiagram abszcisszáján A és B koncentrációja, például tömegszázalékban az ordinátán pedig a hőmérséklet látható. Az ábra olyan kétkomponensű rendszer fázisdiagramját mutatja, amelyben a peritektikum az A-ban dúsabb α szilárd oldat és az olvadék reakciójaként jön létre. 
A legismertebb peritektikus fázisátalakulás a vas – szén rendszerben, az ausztenit szilárd oldat – más néven γ-Fe – keletkezése δ-Fe-nak nevezett szilárd oldatból és olvadékból.
Az peritektikus fázisátalakulás reverzibilis folyamat. Az peritektikus hőmérsékleten hőközlés hatására a homogén szilárd fázis B-ben dúsabb olvadékká és α szilárd oldattá alakul.
A peritektikus fázisátalakuláshoz hasonló az peritektoidos átalakuláshoz, amely szintén egy háromfázisú folyamat. A lényeges különbség az, hogy az peritektoidos folyamatban részt vevő mindhárom fázis szilárd halmazállapotú, a peritektikus folyamatban pedig az egyik fázis folyékony.